# Paul Birch (cestista)
Paul Vincent Birch (Homestead, 4 gennaio 1910 – Pittsburgh, 5 giugno 1982) è stato un cestista e allenatore di pallacanestro statunitense, professionista nella NBL, nella BAA e nella NBA.

## Biografia
Nato ad Homestead, in Pennsylvania nel 1910, studia in città dove si appassiona e pratica la Pallacanestro, specializzandosi nel ruolo di Guardia tiratrice. Nel 1932 gioca per il Duquesne Dukes men's basketball, la squadra dell'Università di Duquesne, dove milita fino al 1935 e si fà notare. Inizia poi la sua carriera nella National Basketball League (Stati Uniti d'America) con i Pittsburgh Pirates (pallacanestro). Militerà nel campionato fino al 1948, dopo aver vinto due titoli nel 1944 e nel 1945. Già nel 45' inizia ad allenare nella NBL, terminando la sua carriera di allenatore in NBA nel 1954 con i Fort Wayne Pistons (gli attuali Detroit Pistons). 

## Palmarès

### Giocatore
- 2 volte campione NBL (1944, 1945)
- All-NBL First Team (1939)